# Henri Colpi
Henri Colpi (La Brigue, Svájc, 1921. július 15. – Menton, 2006. január 14.) francia filmvágó, filmrendező, forgatókönyvíró.

## Életpályája
A montpellier-i egyetemen bölcsészet tanult, második diplomáját 1946-ban a Filmművészeti Tudományok Intézetében szerezte. 1950-ben filmvágó lett, Alain Resnais, Agnès Varda és Georges Franju mellett dolgozott és rövid dokumentumfilmek összeállítását végezte el. Az 1960-as években két alkotását is Romániában forgatta (Codine; 1963, Névtelen csillag, 1965), román író szövegkönyve alapján.

## Munkássága
Színpadi szerzőként Az elefánt a házban című komédia társírója volt. Az első játékfilm, amelynek munkálataiban részt vett, Alain Resnais Szerelmem, Hirosima című alkotása volt. A Tavaly Marienbadban (1961) vágója is ő volt. Írt forgatókönyveket, szerzett filmzenét, vállalt filmszerepeket is.
Bemutatkozó rendezése, az Ilyen hosszú távollét (1961) nagy nemzetközi sikert aratott. Kedvelte az aprólékos, részletező beállításokat, a gondos környezetrajzot, a hangulatos helyzetkidolgozásokat. Tárgyilagos realizmusa mellett szívesen alkalmazott költői jelképeket is.

## Filmográfia

### Vágó
- Picasso rejtélye (1956)
- Szerelmem, Hirosima (1959)
- Tavaly Marienbadban (1961)
- Codine (1963) (zeneszerző, filmrendező és forgatókönyvíró is)
- A szenvedély gyümölcsei (1981)
- Australia (1989)

### Rendező
- Ilyen hosszú távollét (1961) (forgatókönyvíró és filmzene is)
- Codine (1963)
- Mona, l'étoile sans nom (1965) (forgatókönyvíró is)
- Symphonie Nr. 3 Es-Dur opus 55 (Eroica) von Ludwig van Beethoven (1967)
- Heureux qui comme Ulysse (1970) (forgatókönyvíró és filmzene is)
- Rejtelmes sziget (1973) (forgatókönyvíró is)

### Dramaturg
- Kegyelemlövés (1976)
- Sortűz egy fekete bivalyért (1985)
- Áldozathozatal (1986)

### Zeneszerző
- Gyilkos nyár (1983)
- Nathalie… (2003)

### Hangmérnök
- Sötétség és köd (1955)

## Könyvei
- A film és emberei (1947)
- A zene védelme és szerepe a filmben (1964)

## Díjai
- Louis Delluc-díj (1960)
- Arany Pálma-díj (1961) Ilyen hosszú távollét
- Legjobb forgatókönyv díja (cannes-i fesztivál) (1963) Codine[4]
- Kinema Jumpo-díj (1965)